# Abderrazak Hamdallah
Abderrazak Hamdallah (ar. عبد الرزاق حمد الله; ur. 17 grudnia 1990 w Safi) – marokański piłkarz grający na pozycji napastnika, reprezentant kraju. Od 2024 roku zawodnik saudyjskiego klubu Asz-Szabab.